# Кейс, Нико

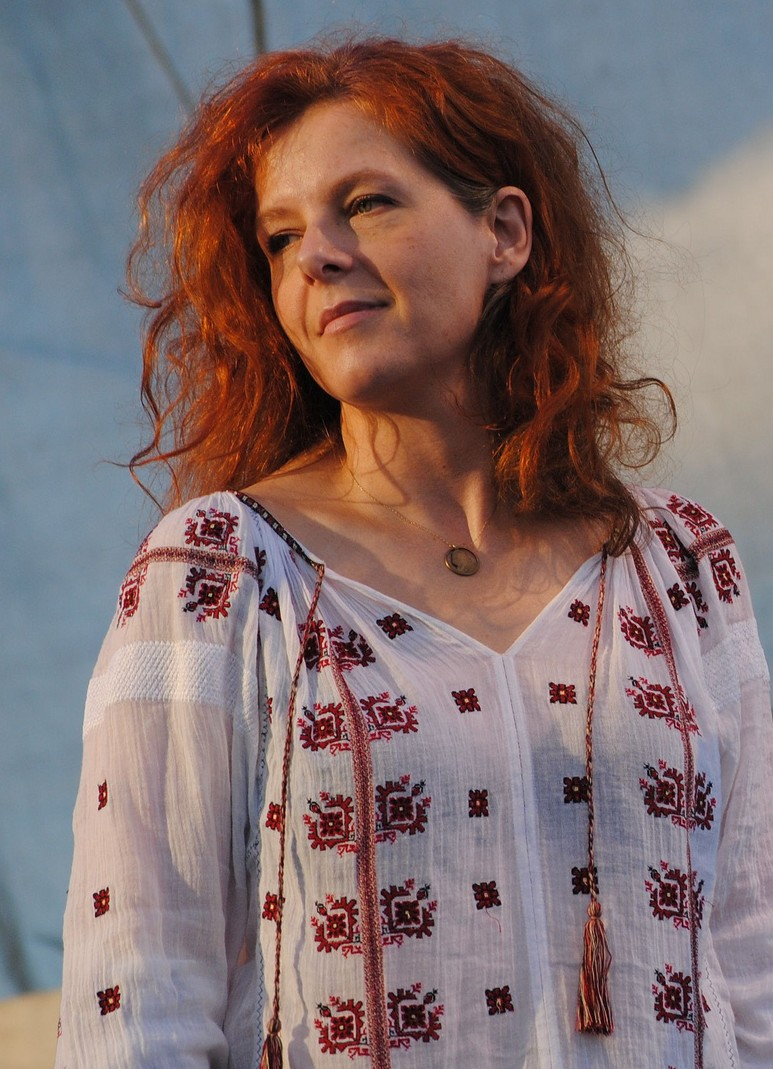
Нико Кейс, Фестиваль Фоуркастл (2012)

Нико Кейс (англ. Neko Case; 8 сентября 1970 г., Александрия, Виргиния) — американская певица, кантри- и рок-музыкант, автор песен.

## Жизнь и творчество
Родители: мать — Диана Мэри Даббс и отец — Джеймс Бамфорд Кейс. Первоначальная фамилия отца, военного лётчика — Шевченко. Родители развелись, когда Нико пошла в школу. Воспитывалась затем матерью и отчимом, по профессии археологом. Семья много разъезжала. Девочка окончила школу в городе Такома, затем изучала графический дизайн в ванкуверском Университете искусств и дизайна Эмили Карр. Здесь она играла в нескольких музыкальных коллективах на ударных, стала членом группы Maow. В этом коллективе Нико также играла на ударных инструментах и пела собственные песни, представляющие собой в музыкальном отношении смесь из панк-рока и кантри. Позднее она совершила турне по США в составе группы Neko Case and Her Boyfriends. Через год после выхода в свет единственного альбома группы Maow (The Unforgiving Sounds of Maow) Нико выпустила свой первый сольный альбом в стиле кантри — The Virginian. За ним следует альбом The Other Woman, созданный творческим дуэтом Нико и канадской певицы Кэролин Марк (группа Corn Sisters), записанный ими в Сиэтле.
В 2000 году в Ванкувере была создана новая музыкальная инди-рок группа The New Pornographers. Её образовали местные исполнители — Карл Ньюмен и Джон Коллинз. Кейс, покинувшая Ванкувер после окончания там учёбы и переезда в Чикаго, вошла в её состав как певица. Она также играла в ней на тамбурине. В составе The New Pornographers Кейс участвовала в создании нескольких альбомов. На публичных концертах группы её заменяла Катрин Калдер. Настоящая известность пришла к Кейс в 2000 году с выпуском ею сольного альбома Furnance Room Lullaby. В 2001 году Кейс записала на собственной кухне новый альбом Canadian Amp с различными кавер-версиями, в том числе песни «Dreaming Man» Нила Янга. Следующий её альбом, Blacklisted (2002), также стал большим творческим успехом. Своё характерное название (с англ. — «В чёрном списке») этот диск получил из-за случая, произошедшего годом ранее. В ходе выступления на одном из концертов Grand Ole Opry Кейс сняла футболку (сама она позднее объяснила это жарой и случившимся в результате у неё тепловым ударом). За такой жест старинная и крайне консервативная кантри-институция отлучила её от выступлений на своих мероприятиях пожизненно.
В 2004 году на музыкальный рынок вышел первый концертный альбом Кейс под названием The Tigers Have Spoken. В этой 40-минутной работе она собрала как известные уже песни, так и кавер-версии. В 2006 вышел её четвёртый по счёту официальный студийный сольный альбом — Fox Confessor Brings The Flood. В нём звучали как политические темы (например, утраты доверия общества), так и лирические мотивы из русского и украинского фольклора. Этот альбом ввёл Кейс в чарты журнала Billboard, заставил говорить о ней в телешоу и сделал известной широкой американской музыкальной общественности. В 2009 году новый альбом Кейс Middle Cyclone занял третью позицию в чарте Billboard 200.
Кроме работы над своими сольными альбомами Кейс как певица сотрудничала с другими музыкантами: группами Mekons, Sadies, Calexico, а также с Джоном До в альбоме Forever Hasn’t Happened Yet, играя на ударных, бас-гитаре и гитаре.
Первые диски Кейс выходили под лейблом небольшой канадской фирмы звукозаписи Mint из Ванкувера. В США её альбомы выходили на Bloodshot Records, в Европе — на Matador Records. Начиная с 2004 года и выпуска The Tiges Have Spoken, её альбомы выходили в свет на ANTI- Records (дочерний лейбл Epitaph Records).

## Стиль
Музыкальный стиль Нико Кейс относится к так называемому «альтернативному кантри», сама же Кейс предпочитает определять его как традиционный кантри. Первый ощутимый прорыв в его совершенствовании пришёл с альбомом Blacklisted. Если ранее Кейс, выступая со своей группой Neko Case & Her Boyfriends играла в значительной степени рок-музыку, то в альбоме Blacklisted представила гораздо более мрачное звучание. Этот альбом вышел в свет в сотрудничестве с группами Giant Sand и Calexico. Мрачное звучание мелодии, в сочетании со своеобразным тембром голоса, получило дальнейшее развитие в альбоме Fox Concessor Bring, сформировав стиль исполнения, который сама Кейс называет «кантри-нуаром» (англ. country noir).

## Дискография
Maow
- 1995: I Ruv Me Too (7" EP; Twist Like This Records)
- 1996: Unforgiving Sounds of Maow (Mint Records)

Neko Case
- 1997: The Virginian (совместно с Her Boyfriends) (Mint Records / Bloodshot Records)
- 2000: Furnace Room Lullaby (совместно с Her Boyfriends) (Mint Records / Bloodshot Records)
- 2001: Canadian Amp (EP; Lady Pilot)
- 2002: Blacklisted (Mint Records / Bloodshot Records / Matador Records)
- 2004: The Tigers Have Spoken (Live-Album; Mint Records / Anti Records)
- 2006: Fox Confessor Brings the Flood (Mint Records / Anti Records)
- 2007: Live from Austin, TX (Live-Album; New West Records)
- 2009: Middle Cyclone (Anti Records)
- 2013: The Worse Things Get, the Harder I Fight, the Harder I Fight, the More I Love You
- 2018: Hell-On

Case/Lang/Veirs
- 2016: Case/Lang/Veirs с Кэтрин Дон Ланг и Лорой Вирс (Anti Records)

The Corn Sisters
- 2000: The Other Women (Mint Records)

The New Pornographers
- 2000: Mass Romantic (Mint Records / Matador Records)
- 2003: Electric Version (Mint Records / Matador Records)
- 2005: Twin Cinema (Mint Records / Matador Records)
- 2007: Challengers (Matador Records)
- 2010: Together (Matador Records)
- 2014: Brill Bruisers (Last Gang Records / Matador Records)
- 2017: Whiteout Conditions (Concord Records)
- 2019: In the Morse Code of Brake Lights (Concord Records)

The Sadies
- 1998: Make Your Bed / Gunspeak / Little Sadie (7"; Bloodshot Records)

Другие работы
- 2012: Nothing to Remember саундтрек к фильму Голодные игры.

## Дополнения
- Веб-сайт Bloodshot Records